# Лівонези

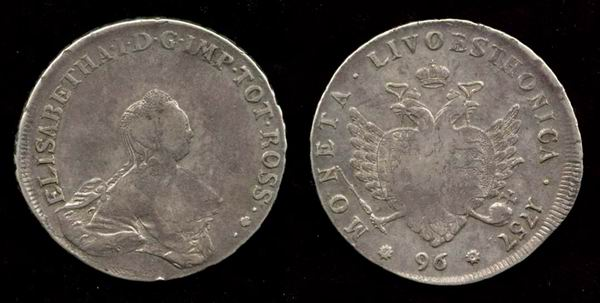
Один лівонез (96 копійок). 1757 р., срібло, вага 26,67 гр.

Лівонези — назва срібних монет, що були випущені імператрицею Єлизаветою для Ліфляндії та Естляндії у 1756–1757.
Монети чеканилися в сріблі вартістю в 1, 1/2 і 1/4 лівонеза і дорівнювали відповідно 96, 48 і 24 копійкам. На лицевій стороні був зображений погрудний портрет імператриці, на оборотній — двоголовий орел з накладеними поверх нього щитами Ліфляндії і Естляндії. Проба 750 при вазі 26, 13 і 6,5 г. Випускалися також 4 і 2 копійчаних монети, на їх лицевій стороні — двоголовий орел, на зворотній стороні — герби Ліфляндії і Естляндії.